# 張瓘
張 瓘（ちょう かん、? - 359年）は、五胡十六国時代前涼の宗族。

## 生涯

### 反乱を起こす
前涼の宗族であり、第4代君主張駿の時代には寧戎校尉に任じられた。猜疑心が強く苛虐な性格であったという。
344年4月、後趙の将軍王擢を三交城において撃破した。
345年、張駿は興晋を始めとする8郡をもって河州を設置すると、張瓘は河州刺史に任じられ、枹罕に鎮した。以後10年に渡って河州を治め、その勢力は甚だ強大となった。
355年7月、第7代君主張祚は張瓘の存在を危険視し、枹罕の守備を張掖郡太守索孚に交代するよう命じ、張瓘には反乱を起こした胡人の討伐を命じた。さらに、側近の将軍易揣・張玲に歩騎万3千を与え、密かに張瓘の討伐を命じた。張掖出身の王鸞は張祚へ出兵を思い留まる様に固く諫めたが、張祚はこれに激怒して王鸞を処断し、三軍を出発させた。
この事が張瓘の耳に入ると、張祚の企みを知った。その為、赴任してきた索孚を殺害すると、張祚討伐の兵を挙げた。また、州郡に檄を飛ばして「張祚を廃し、涼寧侯耀霊（張祚に退位に追い込まれた第6代君主張耀霊の事）を復位させよう。」と触れ回った。この時、易揣・張玲の軍は河を渡り始めていたが、張瓘は頃合いを見計らって奇襲し、これを撃ち破った。易揣らは単騎で逃亡を図ったが、張瓘は追撃を仕掛けた。この事実が姑臧に届くと、城内は大混乱に陥った。
8月、驃騎将軍宋混は1万人余りの兵を纏め上げると、張瓘に呼応して姑臧へ進軍した。9月、宋混が姑臧に逼迫すると、張瓘の弟である張琚と子の張嵩が内側から呼応し、城門を開いて宋混軍を迎え入れた。 こうして、張祚は入殿してきた宋混らの軍に殺された。
その後、張瓘もまた姑臧に到着すると、張耀霊は既に張祚に殺害されていたので、第6代君主張重華の末子である張玄靚を君主に推戴して使持節・大都督・大将軍・涼王とした。また、自らは衛将軍として兵1万を領し、使持節・都督中外諸軍事・尚書令・涼州牧・張掖郡公・行大将軍事となり、張祚討伐に功績のあった宋混を尚書僕射として役人の任官・免官を委ねた。張玄靚はこの時まだ5歳であり、政務を行う能力は無かったので、事実上張瓘が君主となり、政権を掌握した。

### 朝権を掌握
同月、隴西の人である李儼は張瓘に服従する事を拒み、東晋の元号である永和を用いて隴西において自立した。すると、多くの民がこれを歓迎し、李儼の下に集った。張瓘は李儼討伐の為に兵を挙げ、将軍牛覇を派遣した。だが、西平の人である衛綝が郡ごと反乱を起こし、進軍途上の牛覇を攻撃した。これにより、牛覇の軍は潰えてしまい、牛覇は単騎で逃げ帰った。張瓘はまず衛綝を先に討ちたかったが、兄である張珪が衛綝の軍におり、衛綝もまた弟が張瓘の軍にいたので、互いに手を出す事を躊躇った。だが、やがて張瓘は張珪を顧みる事を止め、弟の張琚に大軍を与えて衛綝を討たせ、これを破った。
同時期、西平の人である田旋は酒泉郡太守馬基を擁立し、張瓘に背いて衛綝に呼応していた。張瓘は彼らの反乱を知ると、司馬張姚・王国に兵2千を与えて討伐に向かわせた。張姚らは馬基を破り、馬基・田旋の首級を挙げて姑臧へ送った。
356年1月、前秦の征東大将軍・晋王苻柳が参軍閻負・梁殊を使者として前涼へ派遣し、張玄靚へ親書を渡した。閻負らが姑臧へ到着すると、張瓘は彼らと接見して「我は晋臣であり、境外の者と交わる気はない。二君は何をもって恥ずかしくもやって来たのか」と問うと、閻負らは「晋王（苻柳）と君（張瓘）の領土は接しております。山河に阻絶されているといえども、風は通じ道は会っております。故に修好に来たまでです。君は何を怪しみましょうか！」と答えた。張瓘は「我らはただ晋に忠義を尽くし、今で六代になる。もし苻征東（苻柳）と通使などすれば、上は先君の志に違い、下は士民の節が崩れてしまう。どうしてそのような事が出来ようか！」と拒絶すると、閻負らは「晋室が衰微し、天命を失ってから久しいです。故に涼の先王は二趙に北面しましたが、これは機というものを理解していたからです（張茂は前趙に従属し、張駿は後趙に従属した）。今、大秦の威徳はまさに盛んであり、もし涼王が河右（河西）において帝を望んだとしても、秦の敵ではありますまい。小をもって大に仕えるのであれば、晋を捨て秦に仕えるのです。それでこそ、福禄を保つ事が出来ましょう！」と勧めた。張瓘は「中州（中原）の人間は約束を守らぬ。以前にも、石氏とは使者を交わし合っていたのに、その戎騎が到来した。我は信用できん」と述べると、閻負らは「古の帝王は中州に居座りましたが、その政策は各々で異なります。趙は奸詐を為しましたが、秦は信義に篤いのです。どうして一括りに出来ましょうか！張先・楊初はみな兵を阻んで服従しなかったので、先帝はこれを討伐って捕らえました。しかしながら、その罪は赦され、爵禄をもって寵遇を受けました。石氏と比べるのは誤りです」と反論した。張瓘は「君の言のように秦の威徳が無敵であるならば、どうしてまず江南（東晋）を取らないのだ。そうすれば、天下は尽く秦のものとなろう。どうして征東などする必要がある！」と問うと、閻負らは「江南には文身（入れ墨）の風俗があり、汚邪によって先に反しております故、服させるにはまず教化を盛んにする必要がります。主上（苻生）が江南へ赴く際には兵服となりましょうが、河右の民は義を懐かしんでおります。故にこうして先に使者を派遣して修好を申し述べているのです。もし君が天命に背くならば、江南は数年の間延命出来ましょうが、河右は恐らく君の土地では無くなる事でしょう」と答えた。張瓘は「我は三州に跨って拠り、10万を越える兵を擁している。西は葱嶺を押さえ、東は大河を征し、数多くの敵を除いたというのに、自らも守れないというのかね。どうして秦を恐れようか！」と言い放った。閻負らは「貴州（あなたの国）には山河の固があると言っても、崤（崤山）・函（函谷関）より強固といえますか。物資の豊さで秦・雍より上といえますか。杜洪・張琚は趙氏の威勢をもち、兵は強く財は富み、関中を制圧し、四海を席巻する志を有しておりました。しかし、先帝（苻健）が戎旗を西へ指すと、雲のように散り、氷のように消え、僅かの内に主は交代しました。主上は、もし貴州が服さなければ、赫然として憤怒し、100万の兵を発し、軍鼓を鳴らして西行しましょう。これを待たねば、貴州がどうなるか分かりませんか」と脅した。張瓘は笑って「それは王（張玄靚）が決める事だ。この身にはどうする事も出来ぬ」と言ったが、閻負らは「涼王は英睿・夙成といえども、未だ幼年でありましょう。君は伊（伊尹）・霍（霍光）の任にあり、国家の安危は、君の一挙にかかっているのですぞ」と告げた。張瓘はこれを大いに恐れ、張玄靚に命じて前秦へ使者を派遣させ、藩国となる旨を告げさせた。これにより前涼は前秦の従属化に入り、張玄靚は前秦より爵位を授かった。
張瓘・張琚の兄弟は国内において強盛を誇り、自らの勲功・威勢に驕っていた。また、張瓘は賞罰はすべて自らの好みで行い、そこに綱紀などなかったという。
358年5月、郎中殷郇が張瓘の振る舞いを諫めると、張瓘は「虎は生まれて三日にして自ら肉を食べる事が出来るという。これは人から教えられたものではない」と言い放ち、改めようとしなかった。これにより、次第に人心は離れていき、彼に敢えて進言しようとする者はいなくなった。市街では殺人が絶えなくなり、乱を望む者が10のうち9にも及んだという。

### 最期
輔国将軍宋混は忠硬な性格であったので、張瓘はその存在を恐れていた。その為、弟の宋澄ともども誅殺しようと目論み、さらには張玄靚を廃立し、自ら王に即位しようと考えるようになった。
359年6月、張瓘は宋混誅殺の準備として数万の兵を姑臧に集結させたが、宋混はこれを事前に察知し、宋澄と共に楊和を始めとした壮士40騎余りを率いて南城へ入ると、諸陣営へ向けて「張瓘が造反を企てた。太后（馬太后）の命によりこれを誅殺する」と宣言した。すると、すぐに2千余りの兵が集った。張瓘はこれを知ると、兵を率いて出撃したが、宋混はこれを破った。これにより、張瓘の部下は戦意喪失してみな降伏した。張瓘は宋澄へ「汝とは姻戚であったというのに、反逆したというのか。皇天后土は必ずやこれを照らすであろう。我が死ねば、次は汝に禍が及ぶのだ」と言い放ち、妻子30人を先に殺してから弟の張琚と共に自殺した。宋混は彼らの一族をみな処刑した。

## 逸話
- ある時、張玄靚と共に車で城外へと出ると、城西の橋梁は頑丈であったのに、突如として三梁とも折れてしまったという。また、張瓘はしばしば、張祚が武具を着けた臣下を引き連れてやって来て、張瓘へ指を向けて「氐奴は汝の頭を斬りたがっているぞ」と告げる幻覚を見るようになった。張瓘はこれに甚だ不安になり、毎日のように銭帛を他人にばらまき、自らの恩徳を示すようになったという。

- またある時、東苑の丘において突然水が流れ出し、城北にある大きな沢では突然数里に渡って火事が起こる出来事があった。その為、張瓘はかねてより嫌っていた牛旋らを殺害すると、この水火の変に捧げさせた。

- 張瓘は刺史としての古くから習慣に従い、正月に鳥を放った。だが、張瓘が放った鳥だけは、手を離れて間もなく死んでしまったという。

- 鵲がやって来て広夏門に巣を作り、人がこれを追い払おうとしても去ろうとしなかったので、張瓘は自らこれを見に行った。張瓘が殺害されたのはまさにこの巣の場所であったという。

- 天文には太白が輿鬼を守るとあり、占者はこれが州を分断して為しているから、間もなく兵の暴動が起こると張瓘に告げた。その為、張瓘は宋氏一族を誅滅してこれを祓おうとしていたが、かえって宋澄らにより殺される所となった。